# Anders Fonnesbech
Anders Fonnesbech (7. marts 1852 - 14. oktober 1939) var en dansk erhvervsmand, der grundlagde stormagasinet Fonnesbech på Østergade i København i 1847.
Fonnesbech giftede sig aldrig. Han gav donerede store beløb til velgørenhed. Han blev slået til ridder af Dannebrog i 1919.

## Referecer
1. 1 2  "A. Fonnesbech". Dansk Biografisk Leksikon. Hentet 16. juni 2022.